# Hoya mindorensis
Hoya mindorensis är en oleanderväxtart. Hoya mindorensis ingår i släktet Hoya och familjen oleanderväxter.

## Underarter
Arten delas in i följande underarter:
- H. m. mendozae
- H. m. mindorensis
- H. m. superba